# Czarna Góra
Pour les articles homonymes, voir Czarna Góra (homonymie).
Czarna Góra est une montagne ainsi qu'une petite station de ski, situées près de Sienna dans la Voïvodie de Basse-Silésie, dans le sud-ouest de la Pologne.
La Czarna Góra culmine à 1 205 mètres d'altitude.
Un domaine skiable - l'un des plus importants de Pologne - est situé sur les pentes de la Czarna Gora et du mont voisin Zmijowiec (1 153 m). Les pistes sont globalement courtes mais relativement larges. Le domaine est desservi par des remontées mécaniques de conception très ancienne. En dehors du vieux télésiège 2 places reliant le sommet, deux téléskis desservent les pistes principales. Les pistes pour débutants, situées sur la partie basse de la station, représentent une part importante du domaine.
Un skibus circule entre Lądek-Zdrój et Sienna.